# Пуплово
Пуплово  — деревня в Торопецком районе Тверской области в составе Пожинского сельского поселения.

## География
Расположена примерно в 8 верстах к северо-востоку от деревни Пожня.

## История
В конце XIX — начале XX века деревня Пуплово (Маслово) в Торопецком уезде Псковской губернии.

## Население
| 2010 |
| ---- |
| 1    |

В 2002 году население составляло 2 человека. 
Национальный состав
Согласно результатам переписи 2002 года, в национальной структуре населения русские составляли 100 % от жителей.